# يوك موتو
يوك موتو (باليابانية: 武藤 友樹) (مواليد 9 مايو 1995) هو لاعب كرة قدم ياباني.

## وصلات خارجية
- يوك موتو على موقع رابطة كرة القدم اليابانية للمحترفين (اليابانية)
- يوك موتو على موقع قاعدة بيانات كرة القدم.إي يو (الإنجليزية)
- يوك موتو على موقع Soccerway.com (الإنجليزية)
- يوك موتو على موقع عالم كرة القدم.نت (الإنجليزية)